# Gran Premio di Castrocaro Terme 1977
Il Gran Premio di Castrocaro Terme 1977, sedicesima edizione della corsa, si svolse il 19 giugno 1977 su un percorso di 63,35 km disputati a cronometro. La vittoria fu appannaggio dello svedese Bernt Johansson, che completò il percorso in 1h36'40", precedendo gli italiani Carmelo Barone e Alfio Vandi.
Sul traguardo di Ladino di Forlì 9 ciclisti portarono a termine la competizione. 

## Ordine d'arrivo (Top 9)
| Pos. | Corridore         | Squadra                    | Tempo    |
| ---- | ----------------- | -------------------------- | -------- |
| 1    | Bernt Johansson   | Fiorella Mocassini-Citroën | 1h36'40" |
| 2    | Carmelo Barone    | Fiorella Mocassini-Citroën | a 1'30"  |
| 3    | Alfio Vandi       | Magniflex-Torpado          | a 4'01"  |
| 4    | Jørgen Marcussen  | Vibor                      | a 4'35"  |
| 5    | Vittorio Algeri   | G.B.C.-Itla TV             | a 4'47"  |
| 6    | Simone Fraccaro   | Jollj Ceramica             | a 5'04"  |
| 7    | Walter Polini     | G.B.C.-Itla TV             | a 6'10"  |
| 8    | Luigi Castelletti | Bianchi-Campagnolo         | a 6'14"  |
| 9    | Gary Clively      | Magniflex-Torpado          | a 10'59" |